# Hôtel de Tourville
L'hôtel de Tourville est un hôtel situé à Viviers, en France.

## Localisation
L'hôtel est situé 43 Grande rue, à Viviers, dans le département français de l'Ardèche.

## Historique
Construit vers 1765 pour Pierre-Hilaire Chapuis de Tourville. On ne connaît pas le nom de l'architecte. L'hôtel est vendu en 1807 à Jean Dupan qui le revend en 1837 à la Congrégation des sœurs de la Présentation de Marie qui y installe une école. L'édifice est inscrit au titre des monuments historiques en 1953.